# James Sheridan Knowles

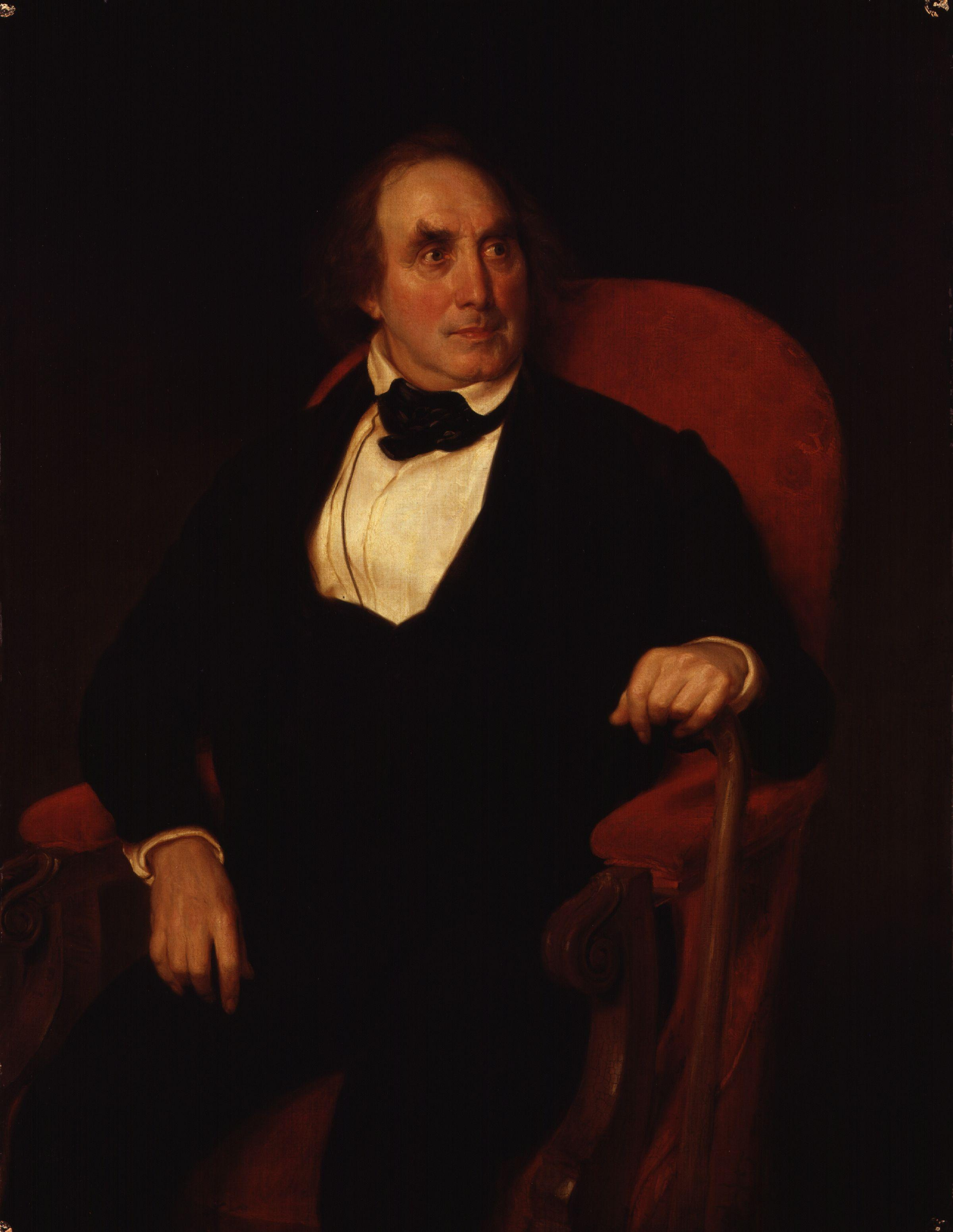
James Sheridan Knowles, Gemälde von Wilhelm Trautschold

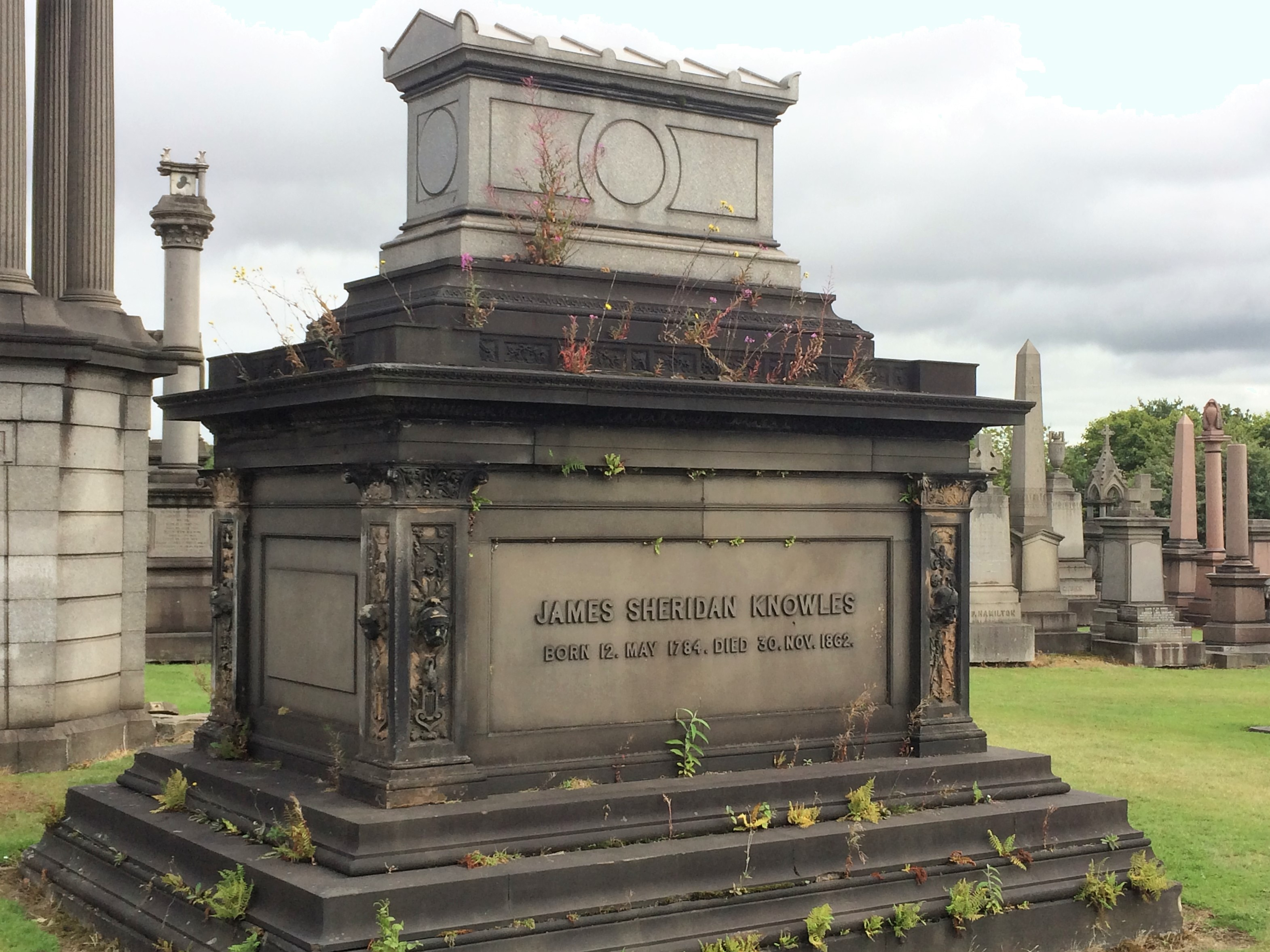
Grabmal auf der Glasgow Necropolis

James Sheridan Knowles (* 12. Mai 1784 in Cork, Irland; † 30. November 1862 in Torquay, Grafschaft Devon, England) war ein irischer Schauspieler und dramatischer Dichter.

## Leben
Knowles widmete sich frühzeitig in Dublin der Bühne und wurde, mehr infolge seines Fleißes als angeborenen Talents, ein guter Darsteller, besonders von Charakterrollen.
Bekannter war Knowles als dramatischer Dichter. Er eröffnete seine Laufbahn als solcher mit den Tragödien: Caius Gracchus (1815) und Virginias (1820), welch letztere außerordentlichen Beifall fand, und ließ diesen noch zahlreiche dramatische Erzeugnisse (gesammelt, London 1841–1843, 3 Bde.) folgen, als deren bestes The love chase (1838, auch mehrfach ins Deutsche übersetzt) gilt.
Knowles hat sich nach den älteren englischen Dramatikern, besonders nach Philip Massinger, gebildet. Eine ernste, auf das Moralische gerichtete Sinnesart ist charakteristisches Merkmal bei Knowles.
1845 entsagte er der Bühne und wandte sich dem Romanfach zu, doch mit weniger Glück. Früher in Zeitschriften zerstreute Erzählungen und Skizzen sammelte er unter dem Titel The elocutionist (The elocutionist: a collection of pieces in prose and verse, … adapted to display the art of reading … preceded by an introduction, in which an attempt is made to simplify Walkers̓ system) (28. Aufl., Lond. 1884). 1852 schloss sich Knowles der Baptistengemeinde an, für die er auch schriftstellerisch tätig war.
Sein Grab befindet sich auf dem Friedhof Glasgow Necropolis in der Nähe der St Mungo’s Cathedral in Glasgow.